# Georg von Békésy
Georg von Békésy (Budimpešta, 3. lipnja 1899. – Honolulu, 13. lipnja 1972.), američki fizičar mađarskog porijekla
Bio je profesor na sveučilištu Harvard. Za istraživanja na području selekcijskih sposobnosti sluha i otkrića o funkciji kohleje dobio je 1961. godine Nobelovu nagradu za medicinu.

## Vanjske poveznice
- Nobelova nagrada - životopis (engl.)